# 白彦温都日
白彦温都日是位于中国内蒙古自治区兴安盟科尔沁右翼中旗巴彦淖尔苏木中部的一个湖泊。其具体位置约为东经122°00′，北纬44°39′。该湖面积约1平方公里，为咸水湖。白彦温都日系蒙古语，白彦意为富饶，温都日意为高地。